# Tortasläktet
Tortasläktet (Cicerbita) är ett växtsläkte i familjen korgblommiga växter med 20–25 arter på norra hemisfären. Släktet accepteras inte av International Cichorieae Network , utan förs till sallatsläktet (Lactuca).
Släktet innehåller högväxta, fleråriga örter. Stjälkarna är upprätta med blad. Bladen sitter strödda, de är enkla till parflikiga, tandade och med stor ändflik, de nedre bladen är skaftade med vingkant på bladskaften. Stjälkbladen är stjälkomfattande. Blomkorgarna sitter i en klase eller kvast med körtelhåriga skaft. Holkfjällen sitter tegellagda i flera rader och är körtelhåriga. Blomkorgens botten saknar själl mellan blommorna. Själva blommorna är tunglika, blå till blåvioletta. Frukterna saknar spröt, de är tillplattade med en tvåradig pensel av vita, tunna hår.